# Harry Powlett (książę Cleveland)

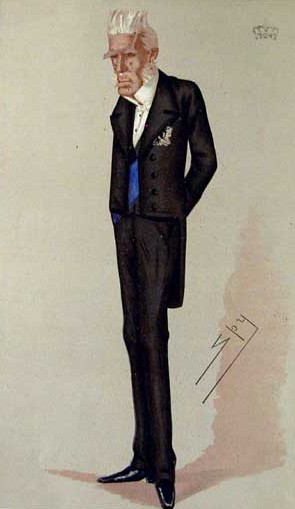
Książę Cleveland

Harry George Powlett (ur. 19 kwietnia 1803, zm. 21 sierpnia 1891 w Cleveland House w Londynie) – brytyjski arystokrata

## Życiorys
Najmłodszy syn Williama Vane’a, 1. księcia Cleveland i lady Catherine Margaret Powlett, córki 6. księcia Bolton. Ochrzczony pod imieniem Harry’ego George’a Vane’a, zmienił nazwisko 18 listopada 1864 r.
Ukończył Oriel College w Oxfordzie z tytułem Bakałarza Sztuk Pięknych. Karierę polityczną zaczął w dyplomacji, jako attaché ambasady w Paryżu w 1829 r. i sekretarz poselstwa w Sztokholmie w latach 1839–1841. W tym samym roku został wybrany do Izby Gmin z ramienia wigów z okręgu South Durham (jego kadencja skończyła się w 1859 r., przez następne 5 lat był deputowanym z okręgu Hastings). Po śmierci swojego brata, Williama, odziedziczył tytuł księcia Cleveland, zmienił nazwisko na Powlett i zasiadł w Izbie Lordów.
Reprezentował liberalny i reformatorski nurt w partii wigów. Podczas kryzysu rządowego w 1866 r., który doprowadził do upadku rządu lorda Russella zgłosił projekt kompromisu rządu z konserwatywnym i antyreformatorskim skrzydłem wigów. Projekt ten nie doczekał się realizacji.
10 kwietnia 1865 r. został kawalerem Orderu Podwiązki. W 1876 i 1882 r. uzyskał tytuły Doktora Prawa Cywilnego uniwersytetów z Oxfordu i Durham.
2 sierpnia 1854 r. w Chevening w hrabstwie Kent, poślubił lady Catherine Lucy Wilhelminę Stanhope (1 czerwca 1819 – 18 maja 1901), wdowę po lordzie Dalmeny (miała z nim syna Archibalda, późniejszego premiera Wielkiej Brytanii), córkę Philipa StanHope’a, 4. hrabiego Stanhope i Harriett Bouverie, córki Bartholemewa Bouverie. Małżeństwo to nie doczekało się potomstwa.
Lady St. Helier zapisała o Clevelandzie, że był niezwykłym okazem angielskiego arystokraty (...). Kiedy wieczorem zakładał wstęgę Orderu Podwiązki i stawał przed lustrem, ze swoją wysoką i prostą sylwetką, przenikliwymi oczami i śnieżnobiałymi włosami, był niezmiennie zadziwiającą osobistością.
Cleveland zmarł w wieku 88. lat. Pozostawił po sobie majątek oceniany na 1 440 889 funtów. Wraz z jego śmiercią wygasły tytuły księcia Cleveland, markiza Cleveland i hrabiego Darlington. Tytuł barona Barnard przypadł bocznej linii rodziny Vane’ów.